# Hiram Rhodes Revels
Hiram Rhodes Revels (Fayetteville, 1827. szeptember 27. – Aberdeen, 1901. január 16.) az Amerikai Egyesült Államok szenátora (Mississippi, 1870–1871).